# پل چهارم
پاپ پل چهارم (به انگلیسی: Paul IV) (تولد ۲۸ ژوئن ۱۴۷۶ - درگذشته ۱۸ اوت ۱۵۵۹)یکی از پاپ‌های کلیسای کاتولیک رم بود که در ایتالیا به دنیا آمد و از ۱۵۵۵ تا ۱۵۵۹ میلادی پاپ بود.